# Cuba (álbum)
Cuba es el cuarto disco del grupo vocal español El Consorcio, grabado en 1998. 

## Canciones
1. Son al son - 3:55
2. Quién será - 3:22
3. Siboney - 3:53
4. Aquellos ojos verdes - 2:40
5. Tristeza - 3:10
6. Son de la loma - 3:05
7. Quiéreme mucho - 3:16
8. Guajira guantanamera - 3:50
9. Las muchachas - 3:30
10. La caminadora - 4:07
11. Olvido/Veneración - 3:04
12. La paloma - 5:00
13. Drume negrita/Drume Mobila/Ay mamá Inés - 4:30
14. A mí me gusta el chachachá - 3:20

- Datos: Q5793461